# Вельобич
Вельобич (пол. Wielobycz) — село в Польщі, у гміні Гошкув Красноставського повіту Люблінського воєводства.
Населення — 130 осіб (2011).
У 1975-1998 роках село належало до Замойського воєводства.

## Демографія
Демографічна структура станом на 31 березня 2011 року:
|          | Загалом | Допрацездатний вік | Працездатний вік | Постпрацездатний вік |
| -------- | ------- | ------------------ | ---------------- | -------------------- |
| Чоловіки | 64      | 11                 | 42               | 11                   |
| Жінки    | 66      | 8                  | 33               | 25                   |
| Разом    | 130     | 19                 | 75               | 36                   |